# Delgado de Abajo
Delgado de Abajo es una localidad del estado mexicano de Guanajuato. Es parte del municipio de Comonfort.

## Demografía
| Gráfica de evolución demográfica |
|                                  |

| Censo | Población |
| ----- | --------- |
| 1940  | 65        |
| 1950  | 143       |
| 1960  | 212       |
| 1970  | —         |
| 1980  | 323       |
| 1990  | 594       |
| 2000  | 847       |
| 2010  | 1 172     |
| 2020  | 1 406     |